# Puma (мотоцикл)
«Пу́ма» (исп. Puma; прозвища — «Пуми́та», «Пумаро́ла») — марка мопедов и мотоциклов, выпускавшихся мотоциклетным заводом аргентинского государственного машиностроительного конгломерата IAME (в 1956 году переименован в DINFIA) с 1952 по 1966 год. В общей сложности было выпущено 105 675 единиц в четырёх сериях.

## Предыстория

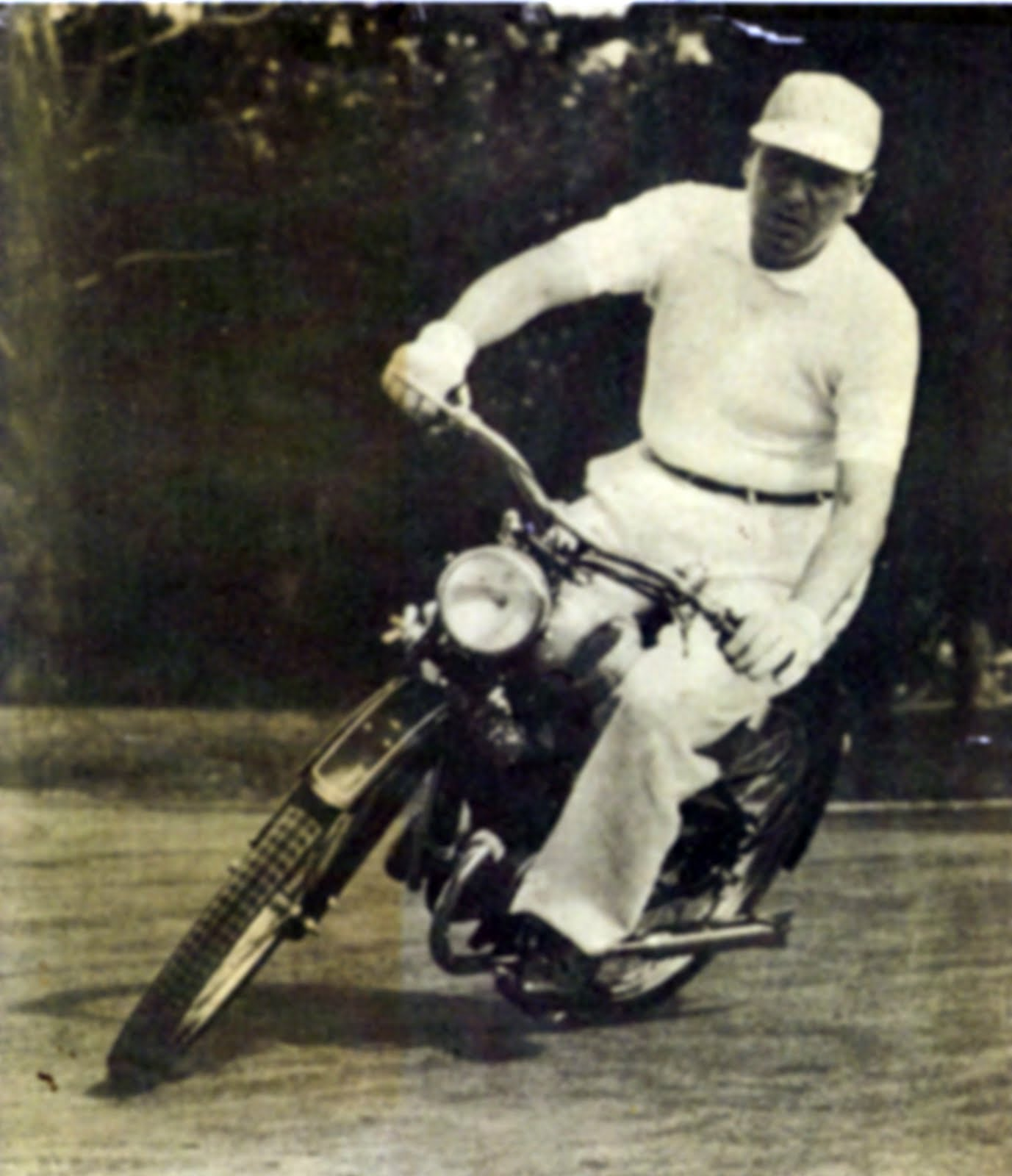
Генерал Перон на «Пуме»

С середины 1930-х годов в Аргентине начался широкий процесс индустриализации, в основном в районе Большого Буэнос-Айреса, с упором на текстильную и пищевую промышленность. Сокращение во время Второй мировой войны импорта промышленных товаров привело к развитию их производства на территории страны. Значительное развитие получило производство холодильников, обуви, радиоаппаратуры, электропринадлежностей и прочих товаров широкого потребления. К середине 1940-х годов промышленность начала расширяться в металлургической и металлообрабатывающей сферах, с вводом в строй крупных предприятий, таких как Altos Hornos Zapla и гидроэнергетики, с вводом новых ГЭС в провинции Кордова при губернаторе Амадео Сабаттини.
В 1946 году к власти пришёл Хуан Перон, провозгласивший особенный, Третий путь Аргентины и «аргентинизацию» экономики страны. Развитие промышленности теперь происходило на основе импортозамещения. Центром индустриализации в 1950-х годах стал город Ко́рдова, где были построены заводы по производству двигателей, вагонов, локомотивов, тракторов и другие.

## История
В рамках плана развития автомобильной промышленности первого пятилетнего плана Аргентины, 15 июня 1952 года техническое управление конгломерата IAME — государственного органа, созданного в 1951 году на базе авиационных и механических заводов Аргентины, для развития и содействия производству самолётов и автомобилей, приступило к разработке лёгкого малобюджетного мотоцикла для удовлетворения спроса в сегменте потребительского рынка. За основу был взят немецкий Göricke с 98 см³ двигателем Sachs. После месячной разработки и изготовления первого прототипа IAME приступила к производству предсерийных экземпляров. Главным разработчиком на начальной стадии стал инженер Фернандо Ариэль Мартин. К 5 октября 1952 года были готовы 19 предсерийных мотоциклов для прохождения тестовых испытаний. В Аргентине бытовало ошибочное мнение, что название PUMA является аббревиатурой слов Perón Único Mandatario Argentino или Primera Unidad Motriz Argentina. Назван же был мотоцикл в честь южноамериканского хищника из семейства кошачьих, путём опроса среди сотрудников IAME.

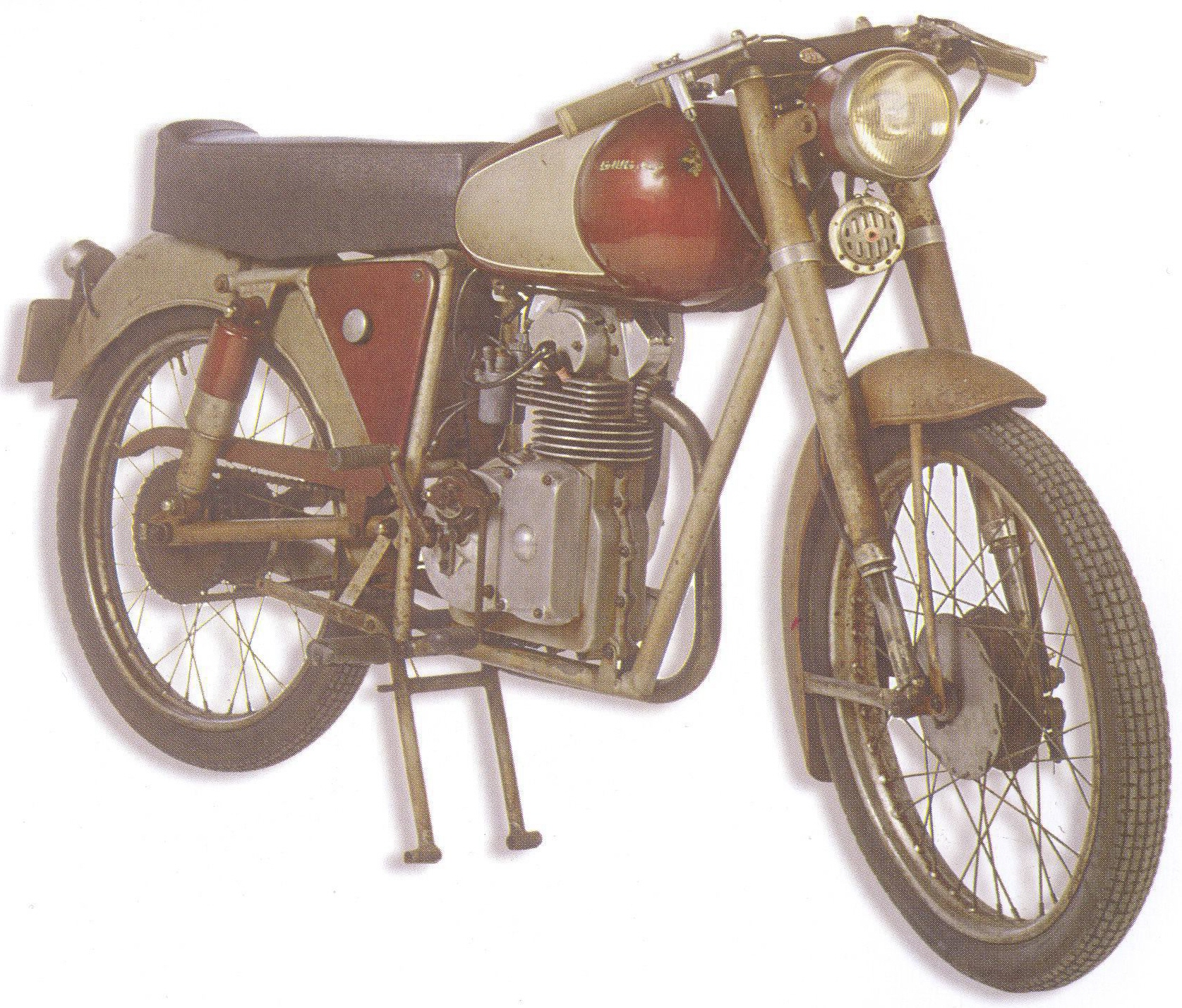
«Теуэльче» Super Sport — аргентинский современник «Пумы». 1963

27 мая 1953 года правительственным указом № 9170 был образован мотоциклетный завод. Предприятие строилось между городами Кордова и Вилья-Карлос-Пас в бывших помещениях 1-го парашютного батальона ВС Аргентины под управлением капитана Х. Тассо, материалы поставлялись с предприятий Кордовы, Росарио и Буэнос-Айреса. Производственная мощность завода составляла 10 000 мотоциклов в год. По планам мотоциклы должны были быть легко доступными для рабочего класса Аргентины.
Первые 400 «пум» были проданы за нерентабельную для IAME цену в 6500 аргентинских песо за единицу при тогдашнем курсе 23 песо за 1 доллар США, по сравнению с 9500 песо за мотоцикл аналогичного класса импортного производства. Однако правительство полагало, что высокий спрос вызовет интерес у местных предпринимателей и к сборке и поставке комплектующих подключатся частные фирмы по всей стране, высвободив мощности государственных заводов, как это было в случае с самолётом «Бойеро». Первой стала фирма Televel — поставщик лицензионных двигателей Sachs. Успех вызвал появление около 40 марок мотоциклов, созданных на базе «Пумы», производимых частными заводами. В итоге, в середине 1950-х годов Кордова стала вторым после Милана крупнейшим центром в мире по производству мотоциклов, а «улицы города кишели мотоциклами „Пума“».

## Модели
- Puma Primera Serie 98 cc
- Puma Segunda Serie 98 cc
- Puma Tercera Serie 98 cc — прототип, в серию не пошёл.
- Puma Cuarta Serie
  - Puma Cuarta Serie 98 cc
  - Puma Cuarta Serie 125 cc
- Puma Quinta Serie 200 cc
- Puma Ancon

## Производство

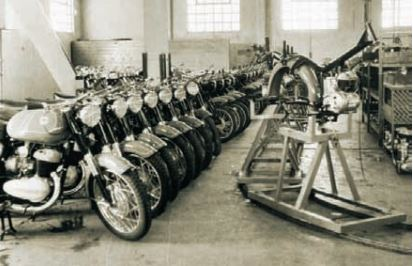
Сборка «пум» 5-й серии

Благодаря простоте конструкции, надёжности и лёгкости в эксплуатации мотоциклы марки «Пума» быстро завоевали популярность среди рабочего класса. Также сыграла свою роль дешевизна модели по сравнению с аргентинскими конкурентами — «Занелла», «Теуэльче», не говоря уже об импортных мотоциклах. Мотоцикл стал своеобразным символом индустриализации Аргентины, важной вехой в развитии транспортного машиностроения страны. В общей сложности в период с 1953 по 1966 год было выпущено 105 655 единиц в четырёх сериях, не считая 1 прототипа и 19 предсерийных мотоциклов, изготовленных в 1952 году.
Несколько лет спустя президентом Фрондиси была инициирована программа автомобилизации страны и поддержки отечественного автомобилестроения. Попытка аргентинских промышленников создать автомобиль, доступный широким слоям населения, привела к появлению мотоколяски Dinarg D-200, которой, однако, не удалось повторить успех «Пумы».
Источник данных: Fábrica Militar de Aviones: Crónicas y Testimonios — 1—2 серии, 4—5 серии

| Серия            | 1952 | 1953 | 1954 | 1955 | 1956 | 1957   | 1958  | 1959   | 1960   | 1961   | 1962 | 1963 | 1964 | 1965 | 1966 | Всего   |
| ---------------- | ---- | ---- | ---- | ---- | ---- | ------ | ----- | ------ | ------ | ------ | ---- | ---- | ---- | ---- | ---- | ------- |
| 1-я серия 98 cc  | 20   | 229  | 2627 | 5673 | 1507 |        |       |        |        |        |      |      |      |      |      | 10 056  |
| 2-я серия 98 cc  |      |      |      |      | 2637 | 12 352 | 9006  | 11 694 | 13 577 | 5828   | 1294 | 540  |      |      |      | 56 928  |
| 3-я серия        |      |      |      |      |      |        |       |        |        |        |      |      |      |      |      |         |
| 4-я серия 98 cc  |      |      |      |      |      |        |       | 149    | 2302   | 6051   | 2819 | 11   |      |      |      | 11 332  |
| 4-я серия 125 cc |      |      |      |      |      |        |       |        |        |        | 5645 | 6236 | 6701 | 5641 | 1200 | 25 423  |
| 5-я серия 200 cc |      |      |      |      |      |        |       |        |        |        |      | 99   | 745  | 530  | 562  | 1936    |
| Всего            | 20   | 229  | 2627 | 5673 | 4144 | 12 352 | 9 006 | 11 843 | 15 879 | 11 879 | 9758 | 6886 | 7446 | 6171 | 1762 | 105 675 |

## Интересные факты

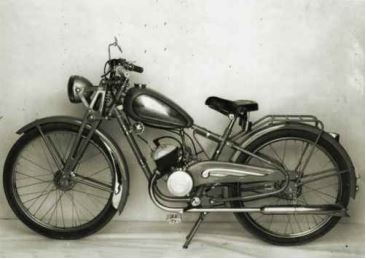
«Пума» 1-й серии. Такой мотоцикл был у президента Аргентины Перона.

- Президент Хуан Перон, любивший кататься по Буэнос-Айресу на мотоцикле[13], имел в своей мотоколлекции в резиденции Кинта-де-Оливос «Пуму» 1-й серии, подаренную ему аргентинской молодёжью из студенческого союза UES[исп.][8].